# Schloss Rosenborg

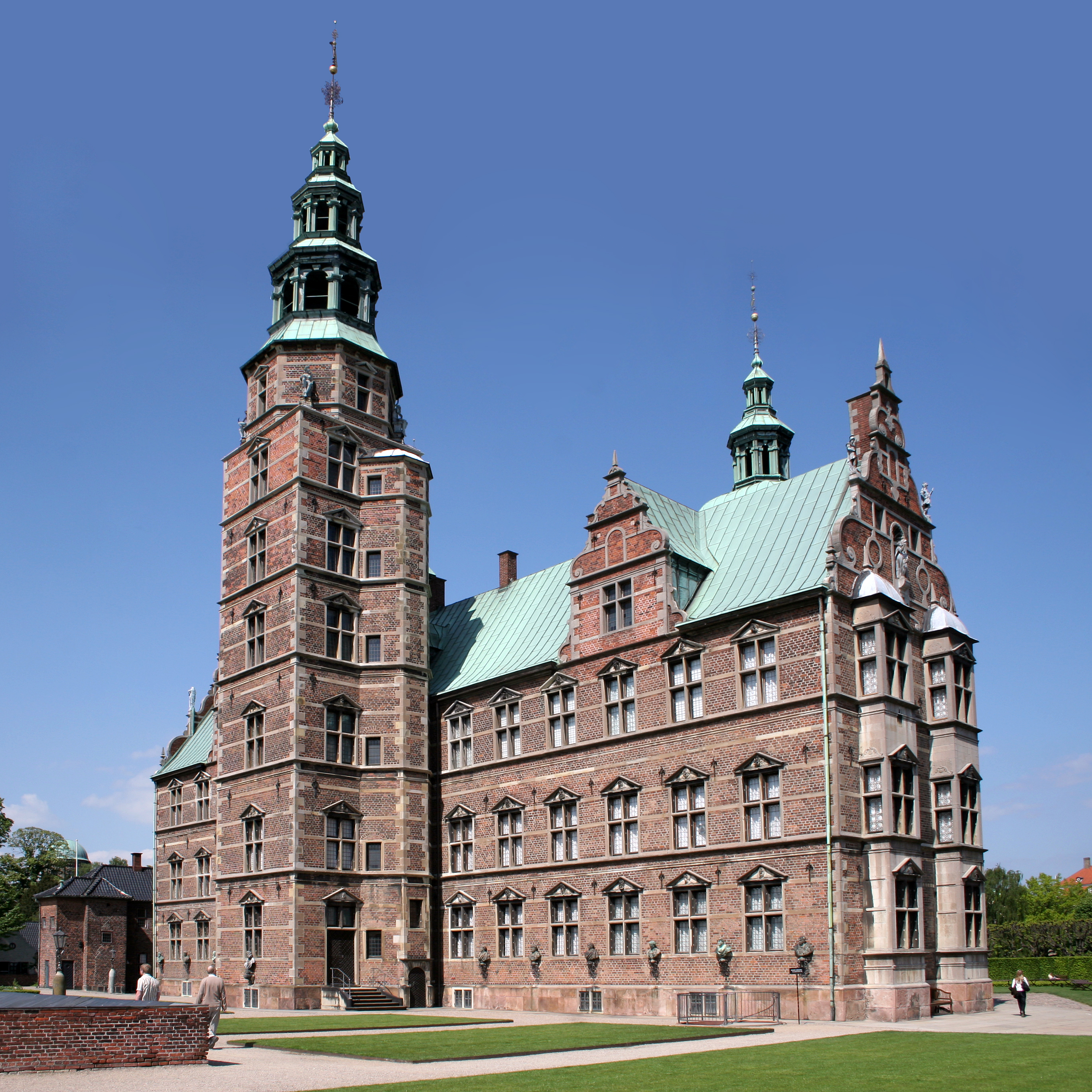
Schloss Rosenborg

Schloss Rosenborg (dänisch Rosenborg Slot) befindet sich am Rande des königlichen Gartens Kongens Have in der dänischen Hauptstadt Kopenhagen.
Die Geschichte Rosenborgs reicht zurück bis in das Jahr 1606, als Christian IV. mehrere vor den nordöstlichen Wällen liegende Grundstücke kaufte und dort einen Lust- und Küchengarten anlegen ließ. In diesem Garten wurde anschließend ein zweistöckiges Sommerhaus errichtet, das 1607 fertiggestellt war. Dieses ursprüngliche Gebäude lässt sich auch heute noch im Südflügel des Schlosses erkennen.
Zwischen 1613 und 1615 wurde der nördliche Flügel Rosenborgs errichtet und zwischen 1616 und 1624 ein drittes Stockwerk und drei Türme hinzugefügt. Ab diesem Zeitpunkt fand der Name Rosenborg Verwendung. Mit dem vom königlichen Baumeister Hans van Steenwinckel der Jüngere 1634 errichteten Turm an der Ostfassade war schließlich die heutige Form erreicht. Mit roten Ziegelsteinen, Dekorationen aus grauem Sandstein und seinen schlanken Proportionen orientiert sich Schloss Rosenborg am Stil der Niederländischen Renaissance.
Rosenborg wurde bis 1710 als königliche Residenz genutzt. 1833 entschloss sich Friedrich VI., das Schloss und die dort aufbewahrten Sammlungen, einst eine Wunderkammer und von 1771 bis 1807 von Lorenz Spengler verwaltet, in ein Museum umzuwandeln, das 1838 eröffnet wurde. Es trägt den Namen Chronologische Sammlung der dänischen Könige (Dänisch: De Danske Kongers Kronologiske Samling), hier sind unter anderem die dänischen Kronjuwelen ausgestellt.